# Matthew Temple
Pour les articles homonymes, voir Temple (homonymie).
Matthew Temple est un nageur australien né le 20 juin 1999 dans l'État de Victoria. Médaillé d'or du relais 4 × 100 m quatre nages mixte aux championnats du monde de natation 2019 à Gwangju, il remporte ensuite la médaille de bronze des relais 4 × 100 m nage libre masculin et 4 × 100 m 4 nages mixte aux Jeux olympiques d'été de 2020 à Tokyo.

## Palmarès

### Championnats du monde en grand bassin
- Championnats du monde 2019 à Gwangju :
  -  Médaille d'or du relais 4 × 100 m quatre nages mixte (participe uniquement aux séries).
- Championnats du monde 2022 à Budapest :
  -  Médaille d'argent du relais 4 × 100 m nage libre.
  -  Médaille d'argent du relais 4 × 100 m quatre nages mixte.
- Championnats du monde 2023 à Fukuoka :
  -  Médaille d'argent du relais 4 × 100 m quatre nages mixte.
  -  Médaille de bronze du relais 4 × 100 m quatre nages.